# Крымскотатарский национальный костюм

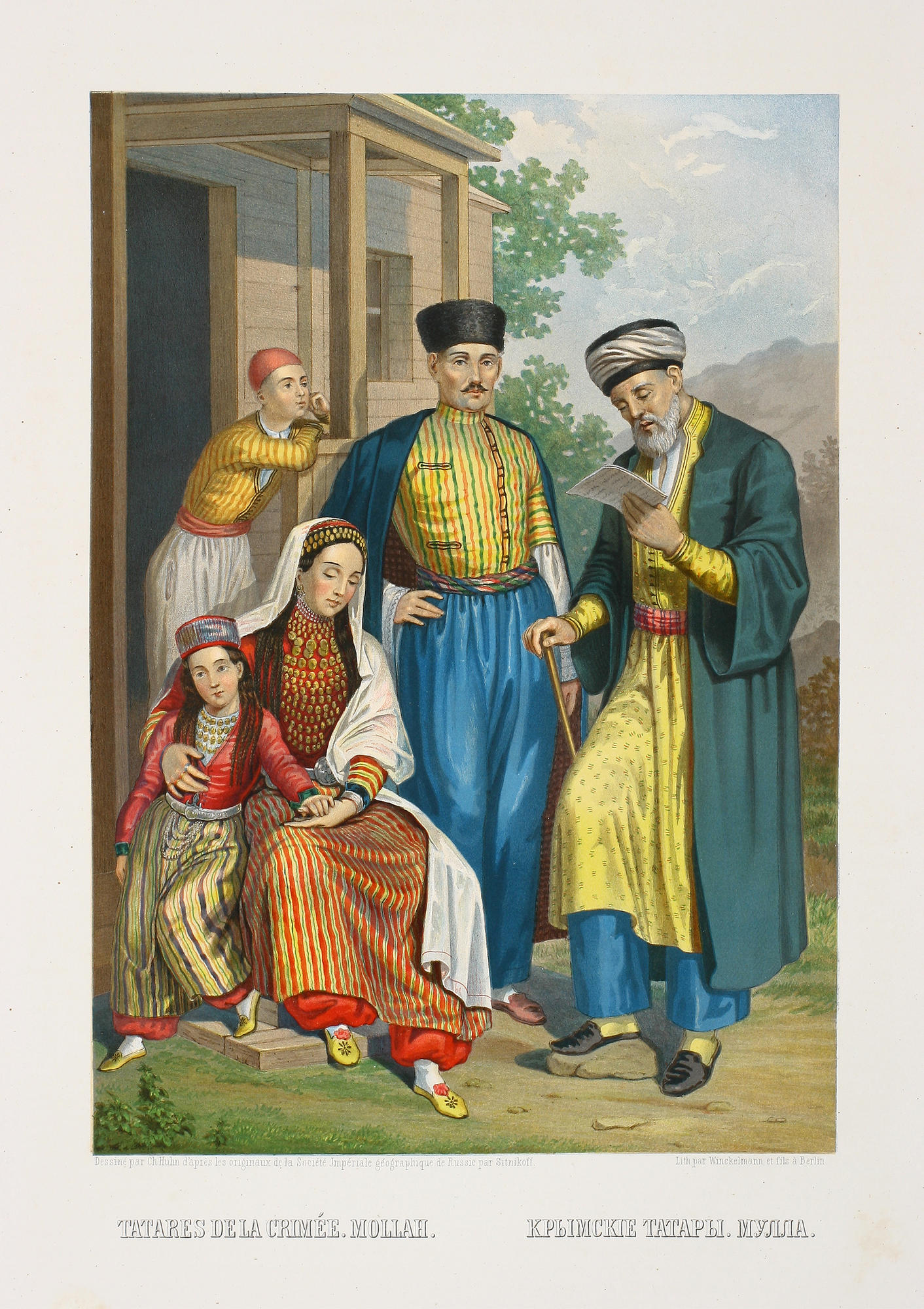
Крымские татары 1880-х годов в национальных костюмах

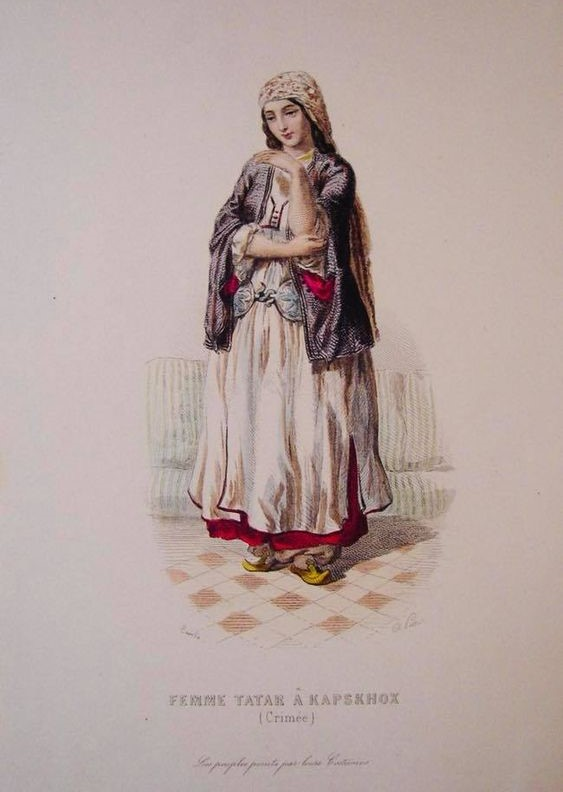
Крымская татарка. XIX век.

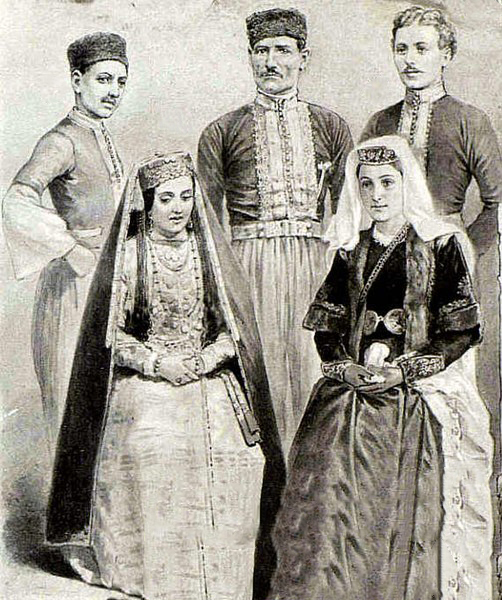
Горные (под цифрами 7, 8, 9) и южнобережные крымские татары (цифры 10, 11)

Крымскотатарский национальный костюм — народная одежда крымских татар. Он традиционно включает натуральные ткани, ручную вышивку, различные орнаменты и тонкую ювелирную работу. Важной чертой костюма крымских татар является гармония с окружающей средой.

## Мужская одежда
Общий для всех групп крымских татар комплекс мужского костюма составляли рубаха и шаровары (нательные и верхние), разного рода куртки, безрукавки, халаты и пояса — тканые и металлические. Зимней одеждой служили суконные и меховые куртки, шубы и бешметы. На голове носили тюбетейку, а на улице поверх неё — летом фески, а зимой — меховые шапки. Обувью служили разного рода туфли, башмаки и сандалии, дома носили тапочки. Обувь надевалась на носки.
Крой крымскотатарских рубах весьма своеобразен и связан с турецкими традициями. Однако некоторые исследователи находят в них отличия, не связанные с турецкими традициями, такие как ластовицы и подкройные боковины, присутствовавшие в рубахах, бытовавших в прибрежных районах Крыма.

## Женская одежда
Женский крымскотатарский костюм подразделяется на праздничный и бытовой (повседневный). Свадебный или обрядовый костюм часто включает дорогостоящие ткани, такие как парча, шёлк и бархат. Такой костюм традиционно богато украшается вышивкой на рукавах и на груди, используются мелкие бусины или бисер. Женский повседневный костюм обычно состоял из рубахи широкого кроя и платья-халата, изготовленных из недорогих тканей. Бытовой костюм украшался небольшими рисунками. Поверх платья надевались передники. На голову повязывалась белая косынка, иногда с орнаментом. Кисти рук скрывались манжетами «элькъапык», пришитыми к рукавам. Под платье надевалась рубаха и штаны, отличавшиеся от мужских кроем (а рубахи — также и длиной).
Нижняя рубаха женского крымскотатарского костюма называется «ич кольмек» или «ич тюб», она широкого кроя, из хлопчатобумажной ткани. Надеваемое поверх рубахи платье-халат, отрезное по талии, называется «чабулу антер». Татьяна Пассек так описывала этот элемент костюма дочери одного из татарских вельмож: «На ней было энтери из Константинопольской шёлковой материи, застёгнутой на талии круглыми золотыми пуговицами; узкие рукава перехватывались браслетами из золотых цепочек с дорогими негранёными камнями». Верхнее платье изготавливалось из плотной ткани. Полочка украшалась вышивкой, срезы и швы — шёлковыми лентами. Рукав отрезной, зауженный к низу. С изнанки швы обтачивались косой бейкой. В горных районах платье и рубаха были укороченными для удобства перемещения. П. С. Паллас дал такую характеристику одежде крымских татар горных регионов: «Девушки носят широкие панталоны и рубашку, застёгнутую у шеи, разрезанную спереди, падающую до колен; сверх того — платье, тоже разрезанное спереди из полосатой шёлковой материи с длинными узкими рукавами, отворотами, вышитыми золотом».
Под низ антера женщины надевали шаровары «думан» или «токума штан» в тон платья или рубахи. Иногда шаровары совмещались с коротким жилетом с вышивкой на борту и горловине, называемым «тончукъ». В холодное время года под верхнюю одежду надевали утеплённую жилетку «зыбын», а на ноги — длинные шерстяные чулки «сарылы чорап».
Историк Л. И. Рославцева дала такую характеристику крымскотатарского женского костюма XVIII века:
У женщин этот тип платья представляли такие детали, как белая полотняная рубаха с длинными широкими рукавами. Знать шила ее из шёлка-сырца. Длинные широкие с глубокими складками шаровары закрывали щиколотку, низ шаровар шили из крашеного полотна. Длинное распашное платье обычно шилось из полосатой шёлковой ткани. Платье обтягивало торс и имело выступающие бока. На платье надевали расшитый золотом, обтягивающий грудь жилет. Он имел круглый вырез у горловины и застегивался на ряд частых пуговиц. Талию охватывал серебряный филигранный пояс. Женщины по-разному обвязывали голову различного рода платками, а девушки носили шапочки круглой формы с кистью…
Ещё одним важным элементом женского крымскотатарского костюма является короткая лёгкая курточка «салта марка». Рукава этой курточки чуть ниже локтя. Поверх неё носили тёплый шерстяной платок «шал».
К числу наиболее важных головных уборов крымских татарок относится шаль «марама» с геометрическим орнаментом. Срезы обрамлялись кружевом или бахромой. Мараму носили замужние женщины или женщины в возрасте. Молодые девушки покрывали голову платком «фырланта» или «шербенти». По его краю имелась вышивка из тонких шёлковых нитей. Орнамент состоял из одного повторяющегося элемента или из Б-образной композиции.
Плотная накидка из белой ткани «фередже» (ср. паранджа) служила ритуальным покрывалом. Это вариант восточной бурки — верхней одежды, укрывающей всё тело, с вырезом для глаз. Иногда фередже достигала 5-7 метров в длину. В повседневной жизни крымские татарки носили обычную белую косынку, называемую «баш-явлукъ».
Крымскотатарский женский головной убор «фес» по форме представляет собой нижнюю часть усечённого конуса. Это маленькая шапочка, украшенная вышивкой или монетами. Высота феса должна составлять четыре пальца женской руки, он должен хорошо держаться на голове. Фес носили с самого детства, крымский краевед Е. Л. Марков так писал об этом: «Самая крошечная, двухлетняя крымскотатарская девчушка, возившаяся в пыли, одета почти так же как взрослые; у каждой своя крошечная шапочка, у каждой свой бешметик по мерке — это добрый обычай, нечасто встречаемый в семье русского простолюдина; он свидетельствует об инстинктивном признании человеческого достоинства, человеческих прав даже в ребенке. Этот обычай мне особенно кидался в глаза, по противоположности с нашим русским». Верх феса украшало круглое ювелирное изделие «тепелик», инкрустированное различными камнями. Головной убор мужчин назывался «къалпакъ», его изготавливали из каракуля.
Крымскотатарские деревянные сандалии назывались «налыны», они походили на японские «гэта». Налыны надевали для похода в баню, во время стирки и в непогоду. У налынов была высокая деревянная платформа из двух каблуков. В женский гардероб также входили мягкие кожаные туфельки с загнутыми носами или мягкие сапожки из сафьяна.
Важным атрибутом женского крымскотатарского костюма является пояс «къушакъ». Он наделяется определённым символическим смыслом, показывает социальный статус девушки. Украшением пояса занимаются ювелиры; бляшка может быть как полностью филигранной, так и чеканной из металла. Центральная часть пояса должна находиться на пупке. Другим аксессуаром является нагрудная, V-образная деталь «кокюслюк» или «герданлыкъ». Она состоит из монет, выложенных в несколько рядов, либо из жемчужной сетки.